# 佐藤秀峰
佐藤 秀峰（さとう しゅうほう、1973年12月8日 - ）は、日本の漫画家。

## 人物
- 『海猿』や『ブラックジャックによろしく』など、綿密な取材に基づいた人間ドラマを描く。
- インタビューなどで「漫画やアニメを見るような趣味らしい趣味はない」と述べている。
- 人物の顔面筋肉や皮膚の弛みなどを詳細に描いている。
- インタビューで「描いてみたいテーマはあるか？」と聞かれた際、「ジャンルで描きたいものはない。だから編集者が提案してきたものを受け入れちゃう。どんな食材を持ってきても、おいしく料理できるって感じ。マグロしか扱えないとかそういう風になりたくない。どうせ僕が描くと泥臭い感じになるんで。でも、泥臭い風にしかならないけど、なんでもできます、となりたいかな」と答えている[2]。

## 経歴
北海道中川郡池田町出身。東京都武蔵野市在住。札幌市立手稲宮丘小学校、札幌市立宮の丘中学校、北海道札幌西高等学校卒業、武蔵野美術大学造形学部映像学科中退。漫画家の佐藤智美は元妻。
幼少の頃から絵を描くのが好きになり、大学在学中より新井英樹の『宮本から君へ』の影響を受けて漫画家を志し、福本伸行、髙橋ツトムのアシスタントを経て1998年『週刊ヤングサンデー』（小学館）に掲載の『おめでとォ!』でデビュー。
2002年、『ブラックジャックによろしく』で第6回文化庁メディア芸術祭マンガ部門優秀賞、2004年、同作で日本漫画家協会賞大賞受賞。2012年に、同『ブラックジャックによろしく』の翻訳や二次利用の自由を公言した。さらに10年後の2022年には、電子書籍のロイヤリティだけで5億円を越すことができたことを報告し、二次利用のフリー化における収益の可能性を自ら体現した。

### 略歴
- 1997年 - 『PROMISED LAND』で『月刊アフタヌーン』の四季賞に準入選し、実質デビュー。
- 1998年 - 『週刊ヤングサンデー』に『おめでとォ!』が掲載。その後『ハードタックル』を同誌に短期連載。
- 1999年 - 『週刊ヤングサンデー』で『海猿』の連載を開始（-2001年）。
- 2002年 - 『モーニング』で『ブラックジャックによろしく』の連載を開始。
- 2002年 - 第6回文化庁メディア芸術祭漫画部門で優秀賞を受賞（『ブラックジャックによろしく』）。
- 2003年 - 『ブラックジャックによろしく』がテレビドラマ化される（TBS系）。
- 2004年 - 『海猿』が映画化される（東宝系）。
- 2004年 - 第33回日本漫画家協会賞大賞受賞（『ブラックジャックによろしく』）。
- 2005年 - 『海猿』がテレビドラマ化される（フジテレビ系）。
- 2006年 - 『海猿』が『LIMIT OF LOVE 海猿』として再度映画化される（東宝系）。
- 2007年 - 『週刊ビッグコミックスピリッツ』にて『ブラックジャックによろしく』が『新ブラックジャックによろしく』として連載再開。
- 2010年 - 『漫画 on Web』というWebコミック直販サイトを作るが赤字続きで2014年に閉鎖する。よく似たサイトに赤松健の『マンガ図書館Z』がある。
- 2011年 - 『漫画アクション』にて原作を担当した自伝的漫画『ボクマン』を連載開始。しかし作画担当の一色登希彦と権利関係で揉め、3話で連載終了[9]。
- 2013年 - 離婚。2013年にブログにて、元妻へのインタビューというかたちで、自身の「不貞行為」による離婚を報告した。事務所の移転。脳梗塞で倒れて緊急入院。
- 2015年 - 『マンガonウェブ』及び『トーチweb』で『Stand by me 描クえもん』の連載を開始。漫画家を主人公としており、『魚猿』『ブラックジャックにおまかせ』など自分の作品名をもじった作品を作中に登場させているが、「この物語はフィクションです。…ということでよろしく。」と注意書きが書かれている。

## 執筆条件・権利問題に関する言動

### ブラックジャックによろしく
- 「ブラックジャックによろしく」は、当初『モーニング』で連載され単行本も講談社から刊行されていた。その後、休載をはさんで『ビッグコミックスピリッツ』で「新ブラックジャックによろしく」となって連載が再開されて、単行本も小学館から刊行されることになった。この経緯について佐藤は、公式サイトの「プロフィール」で漫画にしており、「原稿料の増額交渉」「作品の二次使用権の無断許可」「編集部の取材資料の誤り」「ネーム（セリフ）の無断改変」など数々のトラブルの末に「モーニング編集部への不信感が頂点に達した」としている。漫画家が出版社とのトラブルを公にしたとして話題になった[10][11]。
- 2009年4月4日、公式サイトで漫画家の内情を公開した[12]。また、これからはインターネット上で漫画を連載していく考えがあることを述べている[13]。
- 2011年12月22日、書籍の自炊問題については「自分の著作は自由に自炊も代行もしてもらって構わない」と述べた[14]。
- 2012年10月、漫画onWeb（現・マンガonウェブ）において「ブラックジャックによろしく」が全巻無料ダウンロードが開始された。

### 海猿
- 2012年10月26日、フジテレビとの絶縁をTwitterで宣言。以前より「アポ無しで取材に押しかけられる」「自宅周辺を張り込みされ、外出もままならない状態にされる」など、様々な問題を起こされたことから取材拒否の姿勢を取っていたが、同局のチーフプロデューサーが謝罪したことから一時は和解した。しかし、映画『海猿』の関連書籍を許可無く出版されたことでついに業を煮やし、正式に絶縁宣言をするに至る。同時に「なので、映画『海猿』の続編などは絶対にありえません」と、大ヒットシリーズであっても一切容赦せず、版権を許諾しないことを宣言した[15]。その後2015年6月6日、上記の問題について、フジテレビは同局のWebサイトで遺憾の意を表明し、佐藤宛に執行役員報道局長による謝罪文を送付した。これを受け佐藤は「和解が成立したということで、例えば今後、フジテレビから『海猿』の続編製作の希望などをいただいた場合には、交渉を拒否することはございません」と記し、フジテレビとの事実上の和解を果たした。しかし2017年11月28日、佐藤は自身のツイッター上で「同年10月末で本作実写版の全ての契約が終了し、今後テレビやインターネットで放送・配信されることは永久に無い」と宣言[16]。シリーズは事実上の封印作品となった。
- 2024年2月、『セクシー田中さん』の原作者・芦原妃名子の自殺に関連して、自身の作品の実写化であった『海猿』のテレビドラマ・映画化（海猿#フジテレビ制作版）について「死ぬほど嫌でした」と題して投稿。「試写会に呼ばれたかどうか記憶が定かでありません。映像関係者には一人も会いませんでした。脚本？見たことがありませんでした」と実情を述べ、映画はDVD化されてから観たといい「クソ映画でした。僕が漫画で描きたかったこととはまったく違いました」と酷評した。「しかし、当時はそうした感想を漏らすことはしませんでした。たくさんの人が関わって作品を盛り上げている時に、原作者が水を指すのは良くないのかなと。自分を殺しました」と振り返り、「言えることは、出版社、テレビ局とも漫画家に何も言わせないほうが都合が良いということです。出版社とテレビ局は『映像化で一儲けしたい』という点で利害が一致していました」と述べた。テレビ局とのトラブルのあとに続編の制作許諾をしなかったことに対して「死ね」「売ってもらったクセに思い上がるな！海猿はファンのものであってお前のものじゃない！」と誹謗中傷されたことも明かした[17]。

### その他
- 2011年3月30日、原作を担当した漫画「ボクマン」について、作画担当の一色登希彦とお互いの権利や、制作方法について、双方が合意できる着地点が見つからなかったため、原作を降板。3話で連載終了が決定した[9]。
- 2014年3月7日、ブロマガ「少年　佐藤秀峰」で、自身が表紙画を描いた堀江貴文の小説『拝金』、『成金』の2冊がゴーストライターの筆によるものであることを明かし、「僕としては、自分の著作ではないとは言え、自分が関わった仕事でそのような事実があったことを、非常に恥ずかしく思っております。当時、担当編集者からは「小説の世界ではよくある制作手法で、何ら恥ずべきことだとは思っておりません」と言われましたが、やはり恥ずべきことであろうと感じます。また、それを知りながら読者の皆様に今まで何も申し上げなかったことについて、深く反省するとともに心よりお詫び申し上げます」と謝罪した[18]。
- 2017年5月に、アマゾンジャパン『キンドル アンリミテッド』配信の作品が削除され損害を被ったとして、逸失利益約2億600万円の賠償を求め東京地裁に提訴。アマゾンは予算不足を理由に大手出版社提供の人気作品も削除している[19]。2020年3月30日の公判で、佐藤側の請求を棄却する判決が言い渡された[20]。

## 作品リスト

### 漫画
- 海猿（小森陽一原案、1999年 - 2001年、週刊ヤングサンデー連載、小学館 ヤングサンデーコミックス、全12巻）
- ブラックジャックによろしく（2002年 - 2006年、週刊モーニング連載、講談社 モーニングKC、全13巻）[注 1]。
- 新ブラックジャックによろしく（2007年 - 2010年、週刊ビッグコミックスピリッツ連載、小学館 ビッグコミックス、全9巻）
- 示談交渉人M（2003年、近代麻雀ゴールド連載、竹書房 バンブーコミックス、全1巻）
- 特攻の島（2006年 - 2017年、週刊漫画TIMES連載、芳文社コミックス、全9巻）
- Stand by me 描クえもん（2015年 - 、マンガonウェブ及びトーチweb連載、リイド社 トーチコミックス、既刊3巻）

### 読み切り
- エンダーのゲーム（2014年、漫画 on Web） - 同名の映画のコミカライズ作品[21]
- ワンバイトワンフィッシュ20周年記念マンガ（2021年、原案・鵜山和洋、ルアーマガジン2021年6月号）

### エッセイ
- 漫画貧乏（2012年4月17日、PHP研究所）

### 漫画原作
- 弟（野村エージ作画、2004年、週刊ヤングサンデー短期集中連載）
- ボクマン（一色登希彦作画、漫画アクション連載、2011年6号（3/15号） - 8号（4/19号）、全3話）

### 表紙画
- 拝金（堀江貴文 著、2010年6月19日、徳間書店）
- 成金（堀江貴文 著、2011年2月16日、徳間書店）
- ソーシャルもうええねん（村上福之 著、2012年10月26日、ナナ・コーポレート・コミュニケーション）

## 人物関係

### 師匠
- 福本伸行
- 髙橋ツトム

### 作画スタッフ
- 佐藤智美（初のスタッフ、元夫人）
- 柿崎正澄（デビュー前に1年師事）
- 白鳥貴久
- 藤井五成（まぁびん）
- 野村栄司（野村エージ）
- 吉田貴司
- 梅澤功二朗
- 久慈進之介